# Europamästerskapet i amerikansk fotboll
Europamästerskapet i amerikansk fotboll organiseras av EFAF, och spelas sedan 1983. Turneringen är också kvalificerande för världsmästerskapet.

## Resultat
| År   | Värdnation   | Final          | Final    | Final        | Match om tredjepris      | Match om tredjepris | Match om tredjepris |
| År   | Värdnation   | Vinnare        | Resultat | Tvåa         | Trea                     | Resultat            | Fyra                |
| ---- | ------------ | -------------- | -------- | ------------ | ------------------------ | ------------------- | ------------------- |
| 1983 | Italien      | Italien        | 18–60    | Finland      | Västtyskland             | 27–20               | Frankrike           |
| 1985 | Italien      | Finland        | 13–20    | Italien      | Västtyskland             | 13–00               | Frankrike           |
| 1987 | Finland      | Italien        | 24–22    | Västtyskland | Finland                  | 38–23               | Storbritannien      |
| 1989 | Västtyskland | Storbritannien | 26–00    | Finland      | Västtyskland             | 29–90               | Italien             |
| 1991 | Finland      | Storbritannien | 14–30    | Finland      | Nederländerna            | 17–12               | Frankrike           |
| 1993 | Italien      | Finland        | 17–70    | Italien      | Tyskland                 | 21–30               | Sverige             |
| 1995 | Österrike    | Finland        | 27–70    | Italien      | Österrike                | 18–00               | Ukraina             |
| 1997 | Italien      | Finland        | 27–60    | Sverige      | Italien                  | 14–70               | Storbritannien      |
| 2000 | Tyskland     | Finland        | 30–29    | Tyskland     | Storbritannien · Ukraina |                     |                     |
| 2001 | Tyskland     | Tyskland       | 19–70    | Finland      | Sverige                  |                     | Storbritannien      |
| 2005 | Sverige      | Sverige        | 16–70    | Tyskland     | Finland                  | 34–12               | Storbritannien      |
| 2010 | Tyskland     | Tyskland       | 26–10    | Frankrike    | Österrike                | 30–00               | Sverige             |
| 2014 | Österrike    | Tyskland       | 30–27    | Österrike    | Frankrike                | 35–21               | Finland             |
| 2018 | Finland      | Frankrike      | 28–14    | Österrike    | Finland                  | 35–21               | Sverige             |
| 2021 | Europa       | Italien        | 41–14    | Sverige      | Finland                  | 14–60               | Frankrike           |
| 2023 | Europa       | Österrike      | 28–00    | Finland      | Italien                  | 26–70               | Sverige             |